# Vera Dorul
Vera Dorul (în rusă Вера Дорул; n. 27 august 1929, Dubăsari, RSS Ucraineană, URSS) a fost o muncitoare sovietică și moldoveană în domeniul agricol, Erou al Muncii Socialiste (1949).

## Biografie
S-a născut în orașul Dubăsari din RASS Moldovenească, RSS Ucraineană, URSS (actualmente în Transnistria, Republica Moldova). În 1947, a început să lucreze în brigada de cultivare a tutunului din ferma colectivă „13 ani de Octombrie”. În 1948, ferma a primit o recoltă record de tutun de 22,3 centnere per hectar.
Prin decretul Prezidiului Sovietului Suprem al URSS din 9 martie 1949, a primit titlul de Erou al Muncii Socialiste pentru realizările remarcabile în domeniul producției și obținerea unui randament ridicat de tutun  și, de asemenea, Ordinul Lenin și medalia „Secera și Ciocanul”. După premiere, a continuat să activeze la ferma colectivă până l-a pensionare.
În mai 2017, în centrul orașului Dubăsari, a fost deschisă o placă memorială în onoarea muncitoarei.